# Megachile simlaensis
Megachile simlaensis är en biart som beskrevs av Cameron 1909. Megachile simlaensis ingår i släktet tapetserarbin, och familjen buksamlarbin. Inga underarter finns listade i Catalogue of Life.